# Slowmotion
Slowmotion eller slow motion (engelska: slow motion, 'långsam rörelse') är en filmisk effekt som får ett händelseförlopp att återges i ett långsammare tempo.
Slow motion används i första hand vid återgivning av film, men även i samband med direktreprisering på TV. Effekten kom att användas i större skala i och med televisionens allmänna spridande på 1960-talet. Tekniken kallas ibland ultrarapid, vilket är en filmterm där man spelar in i högre hastighet (med hjälp av höghastighetskamera).

## Inspelning av slow motion
Vanligtvis sker inspelning av sekvenser som ska spelas upp i ett långsammare tempo med en höghastighetskamera eller en kamera med variabel bildhastighet. Slow motion går även att fås med hjälp av en dator med hjälp av olika redigeringsprogram men resultatet skiljer sig kvalitetsmässigt från en slow motion-sekvens vilken med avsikt redan från början är inspelad med ett större antal bildrutor än vad som är normalt.
Det finns numera även maskiner i sändningsblock och OB-bussar som tar den vanliga videosignalen och mångdubblar den till visningshastighet av önskad längd. Det finns även speciella videokameror som tar ut fler delbilder än en konventionell videokamera. Dessa enheter är i dagsläget ofantligt dyra och finns i begränsat antal att tillgå för till exempel utsändningar av olympiska spel.

## Slowmotion och ultrarapid
En från början icke helt klart definierad avgränsning mellan inspelning och uppspelning har i svenska språket delvis kommit att föra till missförstånd angående följande två begrepp: 
- Begreppet "slow motion" syftar på hur återgivningen ser ut, och
- begreppet "ultrarapid" (latin för 'mycket snabb') används enbart vid filminspelning och syftar till att man vid inspelningstillfället använder en kamera med högre hastighet än vid uppspelningen. Se vidare höghastighetskamera.

En händelse som har spelats in med kameran i ultrarapid ses därför i slow motion när filmen spelas upp i normal hastighet. En långsam händelse eller aktion (som inte spelas in) är alltså alltid av typ "slow motion". I liknelser i vardagligt språk har därför ultrarapid och slow motion felaktigt kommit att bli synonyma, trots att det förra syftar på inspelningen och det senare på uppspelningen av en film.